# Giuseppe Festi
Giuseppe Graf Festi, Edler von Ebenberg (* 29. März 1816 in Trient; †  17. Februar 1882 ebenda) war ein Tiroler Graf und Politiker.

## Leben
Festi war katholischer Konfession und heiratete 1839. Bis 1840 studierte er Rechtswissenschaften. Nach dem Studium war er Magistratssekretär in Trient. Zwischen 1849 und seinem Tod 1882 lebte er dort als Rentier.
Im April 1848 war er wegen seiner Beteiligung an der nationalitalienischen Bewegung im italienischsprachigen Teil Tirols vorübergehend in Haft. Zwischen dem 23. Mai 1848 und dem 25. Nov. 1848 war er für den Wahlkreis Tirol und Vorarlberg (1. Trient, Trient) Mitglied der Frankfurter Nationalversammlung. Im Parlament blieb er fraktionslos. Zwischen 1848 und 1849 war er auch Abgeordneter im Konstituierenden Reichstag des Kaisertums Österreich.